# RSC Anderlecht in het seizoen 1975/76
RSC Anderlecht nam in het seizoen 1975/76 de Nederlander Hans Croon in dienst als hoofdcoach. De excentrieke trainer was erg bijgelovig en stond bekend om zijn niet-alledaagse gewoonten. Aanvaller Peter Ressel verklaarde ooit dat hij "de opstelling baseerde op de stand van de sterren". Croon tekende een contract voor een seizoen en werd door de club beschouwd als een overgangsfiguur, in afwachting van de komst van Raymond Goethals.
In de competitie moest Anderlecht enkel het Club Brugge van de Oostenrijkse succescoach Ernst Happel voorbij laten gaan. Beide teams streden een seizoen lang om de titel. De twee toppers tussen beide clubs leverde telkens een andere winnaar op. In het Olympiastadion werd het 3-2 voor de latere landskampioen, terwijl het in het Stade Emile Versé 1-0 werd voor de Brusselaars. Club Brugge werd uiteindelijk kampioen met vier punten voorsprong.
In de beker kende Anderlecht meer succes. Club Brugge werd in de halve finale met 4-1 ingeblikt, waardoor paars-wit voor het tweede jaar op rij naar de finale in het Heizelstadion mocht. Anderlecht nam het op tegen Lierse SK. Het werd 4-0 dankzij doelpunten van Rob Rensenbrink, Arie Haan, Erwin Vandendaele en François Van der Elst.
Als bekerwinnaar van 1975 mocht Anderlecht ook deelnemen aan de Europacup II. De Brusselaars bereikten de finale en moesten het daarin opnemen tegen het Engelse West Ham United. De wedstrijd vond eveneens plaats in het Heizelstadion en werd met 4-2 gewonnen door Anderlecht. Zowel Rensenbrink als Van der Elst scoorde twee keer. Het was de eerste keer dat Anderlecht een Europese trofee wist te veroveren.

## Spelerskern
| Naam                   | Nationaliteit | Geboortedatum | Vorige club             |
| ---------------------- | ------------- | ------------- | ----------------------- |
| Keepers                |               |               |                         |
| Jan Ruiter             | Nederland     | 24-11-1946    | 1963-1971 FC Volendam   |
| Jacky Munaron          | België        | 08-09-1956    | 1973-1974 FC Dinant     |
| Verdedigers            |               |               |                         |
| Hugo Broos             | België        | 10-04-1952    | /                       |
| Michel De Groote       | België        | 18-10-1955    | /                       |
| Michel Lomme           | België        | 16-09-1955    | /                       |
| Guido Palmers          | België        | 28-10-1956    | 1972-1975 KSK Tongeren  |
| Jean Thissen           | België        | 21-04-1946    | 1964-1974 Standard Luik |
| Erwin Vandendaele      | België        | 09-03-1943    | 1964-1974 Club Brugge   |
| Gilbert Van Binst      | België        | 05-07-1951    | /                       |
| Jan Van Campenhout     | België        | 25-11-1956    | /                       |
| Christian Vlaeminck    | België        | 31-03-1956    | /                       |
| Middenvelders          |               |               |                         |
| Ludo Coeck             | België        | 25-09-1955    | 1971-1972 Berchem Sport |
| Dany Degelaen          | België        | 26-06-1957    | /                       |
| Jean Dockx             | België        | 24-05-1941    | 1965-1971 Racing White  |
| Arie Haan              | Nederland     | 16-11-1948    | 1969-1975 Ajax          |
| Jan Hoebeeck           | België        | 08-01-1958    | /                       |
| Frank Vercauteren      | België        | 28-10-1956    | /                       |
| Aanvallers             |               |               |                         |
| Torsten-Frank Andersen | Denemarken    | 27-03-1949    | 1972-1973 AB            |
| Marcelin Merken        | België        | 26-10-1957    | 1973-1975 KSK Tongeren  |
| Rob Rensenbrink        | Nederland     | 03-07-1947    | 1969-1971 Club Brugge   |
| Peter Ressel           | Nederland     | 04-12-1945    | 1972-1975 Feyenoord     |
| Yvan Terlaeken         | België        | 25-02-1958    | /                       |
| François Van der Elst  | België        | 01-12-1954    | /                       |
| Franky Van Haecke      | België        | 04-09-1954    | 1971-1975 Cercle Brugge |
| Ronny van Poucke       | Nederland     | 10-02-1957    | /                       |

### Technische staf
|                 |                   |               |
| Functie         | Naam              | Nationaliteit |
| Coach           | Hans Croon (foto) | Nederland     |
| Assistent-coach | Jacques de Wit    | Nederland     |
| Kinesitherapeut | Fernand Beeckman  | België        |

## Transfers

### Zomer
| Naam              | Nationaliteit | Van/naar             | Type     |
| ----------------- | ------------- | -------------------- | -------- |
| Inkomend          |               |                      |          |
| Guido Palmers     | België        | KSK Tongeren         | Gekocht  |
| Peter Ressel      | Nederland     | Feyenoord            | Gekocht  |
| Franky Van Haecke | België        | Cercle Brugge        | Gekocht  |
| Uitgaand          |               |                      |          |
| Georges Heylens   | België        | Union Saint-Gilloise | Verkocht |
| Leen Barth        | Nederland     | Union Saint-Gilloise | Verkocht |
| Eddy De Bolle     | België        | Union Saint-Gilloise | Verkocht |
| André De Nul      | België        | Union Saint-Gilloise | Verkocht |
| Guido Nicolaes    | België        | Club Luik            | Verkocht |
| Paul Van Himst    | België        | RWDM                 | Verkocht |
| Jan Verheyen      | België        | Union Saint-Gilloise | Verkocht |

## Eerste klasse

### Klassement
|         |    |                               | P  | W  | G  | V  | +  | -  | DS  | Ptn |
| ------- | -- | ----------------------------- | -- | -- | -- | -- | -- | -- | --- | --- |
| K       | 1  | Club Brugge KV                | 36 | 22 | 8  | 6  | 81 | 38 | 43  | 52  |
| (beker) | 2  | RSC Anderlechtois             | 36 | 19 | 10 | 7  | 65 | 36 | 29  | 48  |
| (UEFA)  | 3  | Racing White Daring Molenbeek | 36 | 18 | 11 | 7  | 60 | 30 | 30  | 47  |
| (UEFA)  | 4  | KSC Lokeren                   | 38 | 19 | 7  | 10 | 58 | 33 | 25  | 45  |
|         | 5  | KSV Waregem                   | 36 | 16 | 12 | 8  | 61 | 39 | 22  | 44  |
|         | 6  | SK Beveren-Waas               | 36 | 15 | 14 | 7  | 41 | 24 | 17  | 44  |
|         | 7  | K. Beerschot VAV              | 36 | 16 | 9  | 11 | 59 | 54 | 5   | 41  |
|         | 8  | R. Standard de Liège          | 36 | 15 | 9  | 12 | 53 | 46 | 7   | 39  |
| (beker) | 9  | K. Lierse SV                  | 36 | 14 | 11 | 11 | 59 | 44 | 15  | 39  |
|         | 10 | RFC Liégeois                  | 36 | 12 | 11 | 13 | 59 | 62 | −3  | 35  |
|         | 11 | R. Antwerp FC                 | 36 | 10 | 14 | 12 | 40 | 55 | −15 | 34  |
|         | 12 | AS Oostende KM                | 36 | 10 | 11 | 15 | 42 | 61 | −19 | 31  |
|         | 13 | KSV Cercle Brugge             | 36 | 9  | 13 | 14 | 41 | 52 | −11 | 31  |
| D       | 14 | RAA Louviéroise               | 36 | 7  | 16 | 13 | 42 | 59 | −17 | 30  |
|         | 15 | KV Mechelen                   | 36 | 9  | 11 | 16 | 45 | 62 | −17 | 29  |
|         | 16 | R. Charleroi SC               | 36 | 9  | 9  | 18 | 47 | 62 | −15 | 27  |
|         | 17 | K. Beringen FC                | 36 | 7  | 13 | 16 | 27 | 50 | −23 | 27  |
| D       | 18 | K. Berchem Sport              | 36 | 5  | 11 | 20 | 22 | 57 | −35 | 21  |
| D       | 19 | KRC Mechelen                  | 36 | 6  | 8  | 22 | 27 | 65 | −38 | 20  |

P: wedstrijden gespeeld, W: wedstrijden gewonnen, G: gelijke spelen, V: wedstrijden verloren, +: gescoorde doelpunten, -: doelpunten tegen, DS: doelsaldo, Ptn: totaal punten
K: kampioen, D: degradeert, (beker): bekerwinnaar, (UEFA): geplaatst voor UEFA-beker

## Afbeeldingen

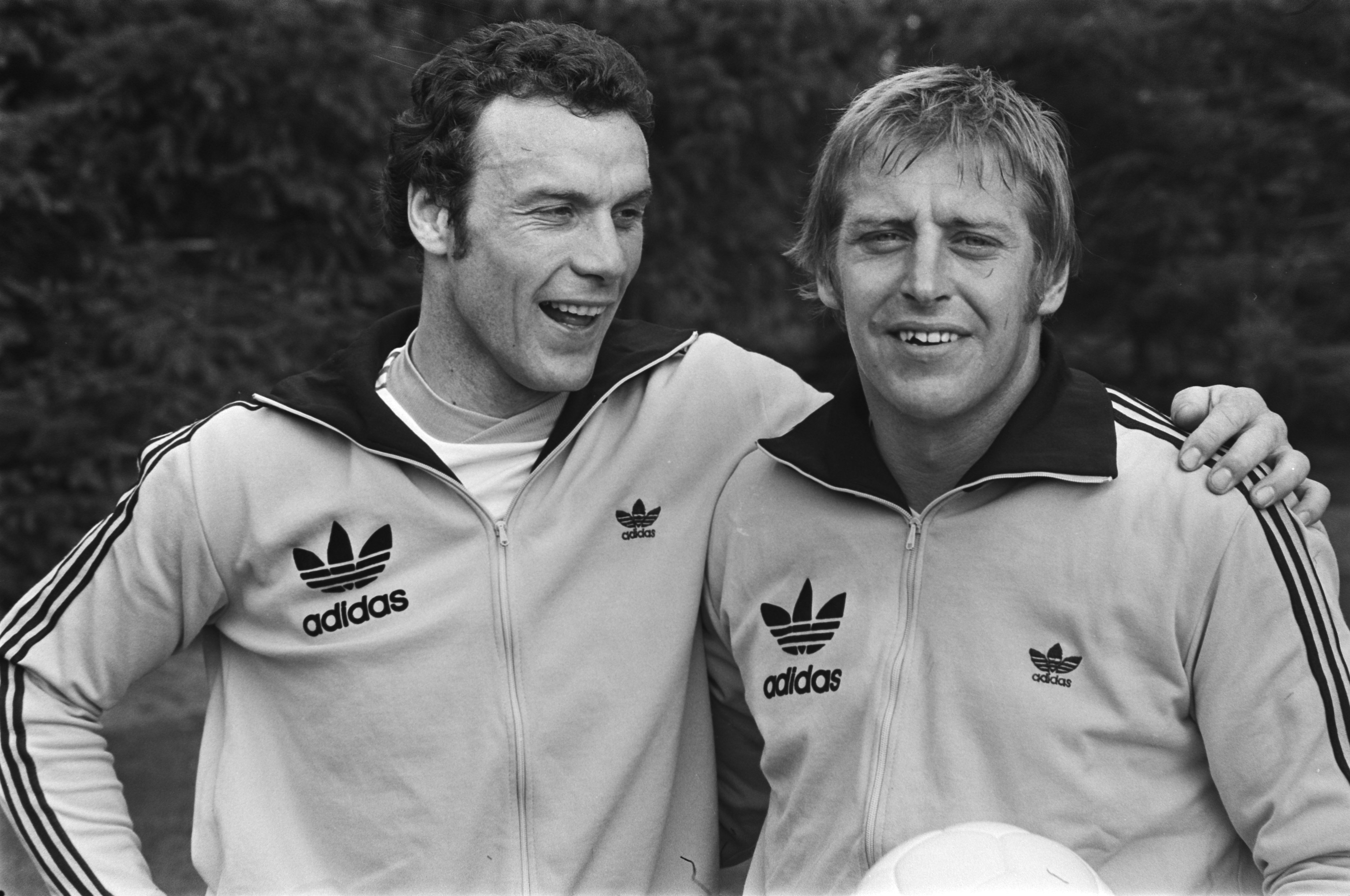
Jan Ruiter (doelman)
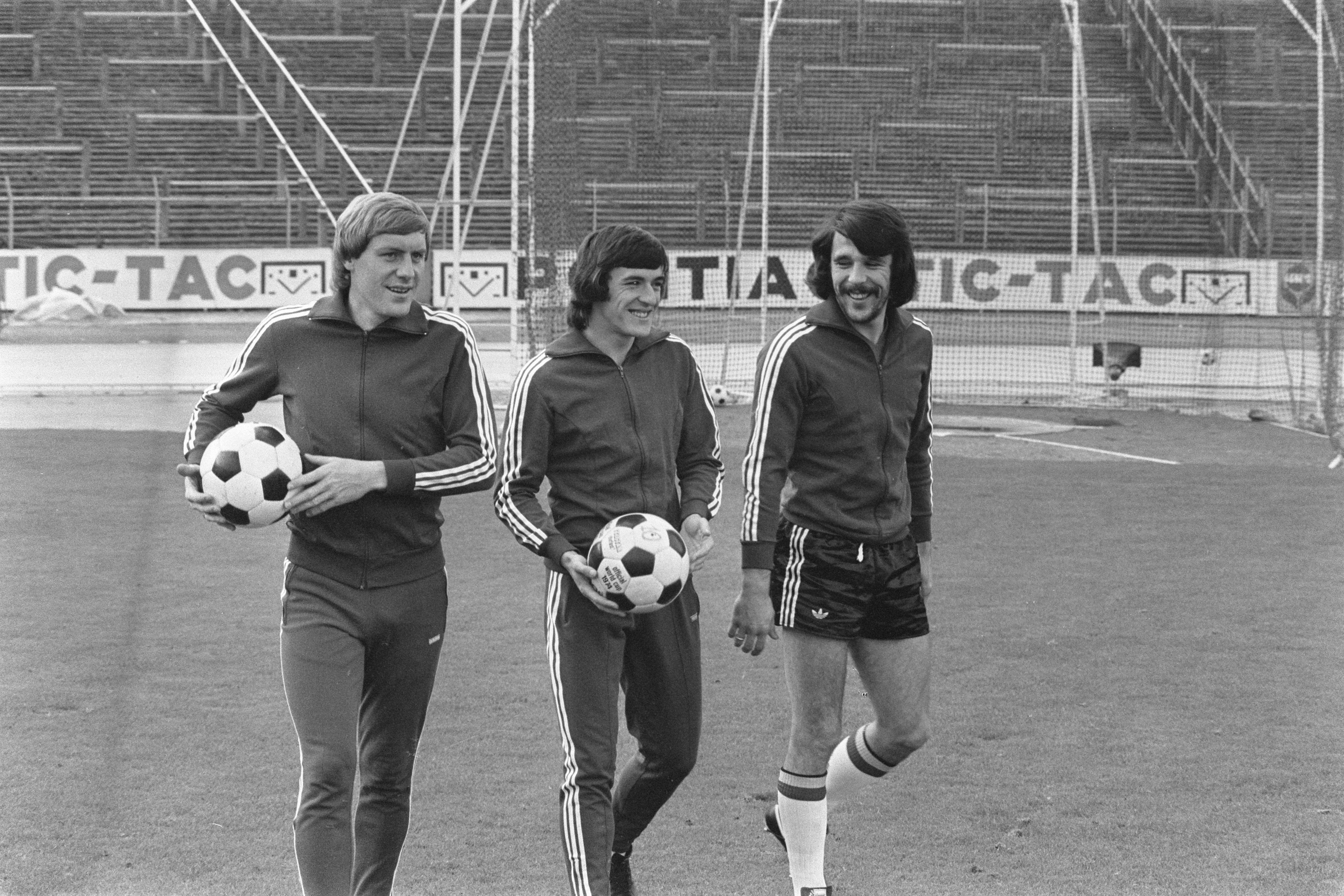
Hugo Broos (verdediger)
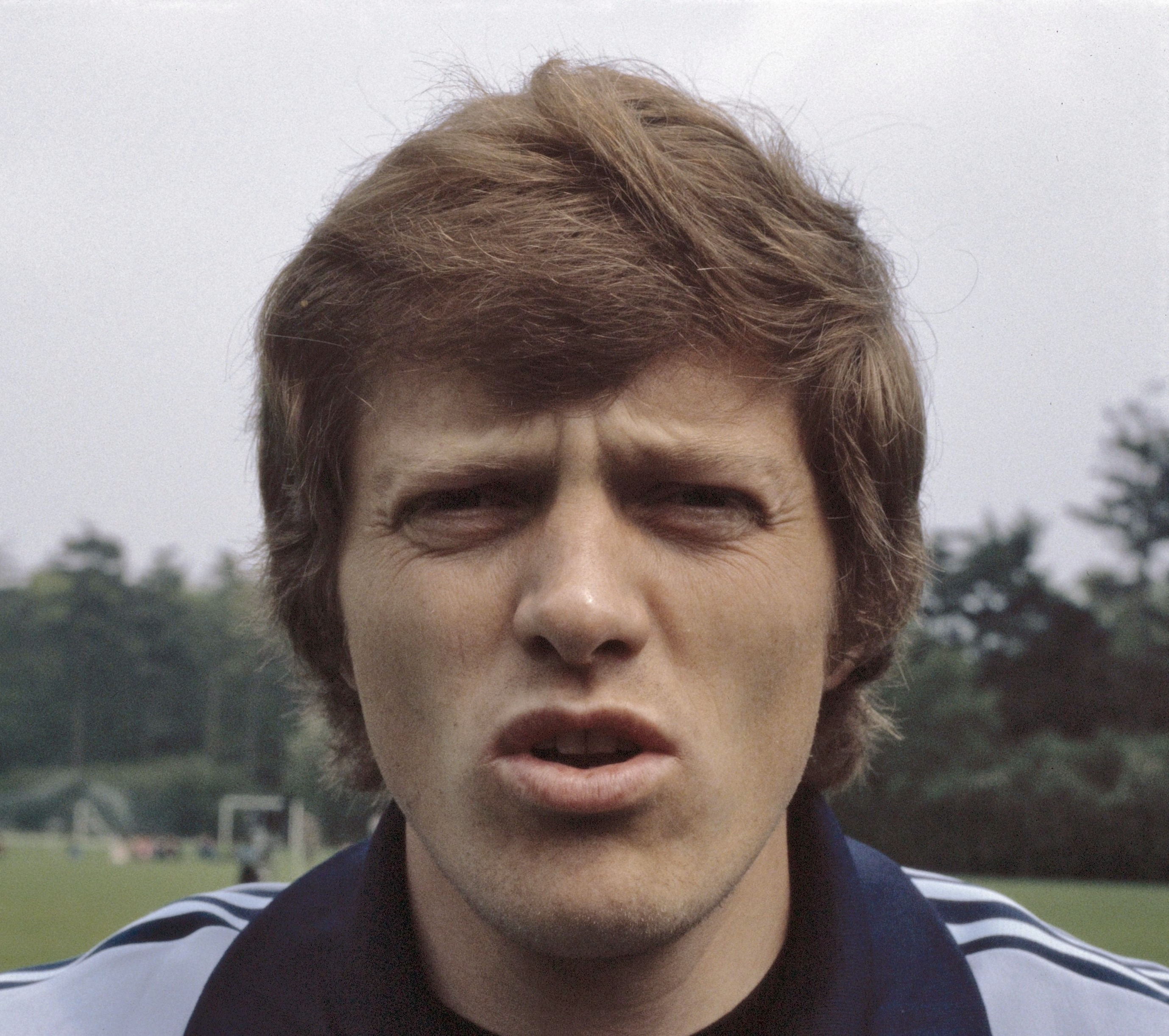
Arie Haan (middenvelder)
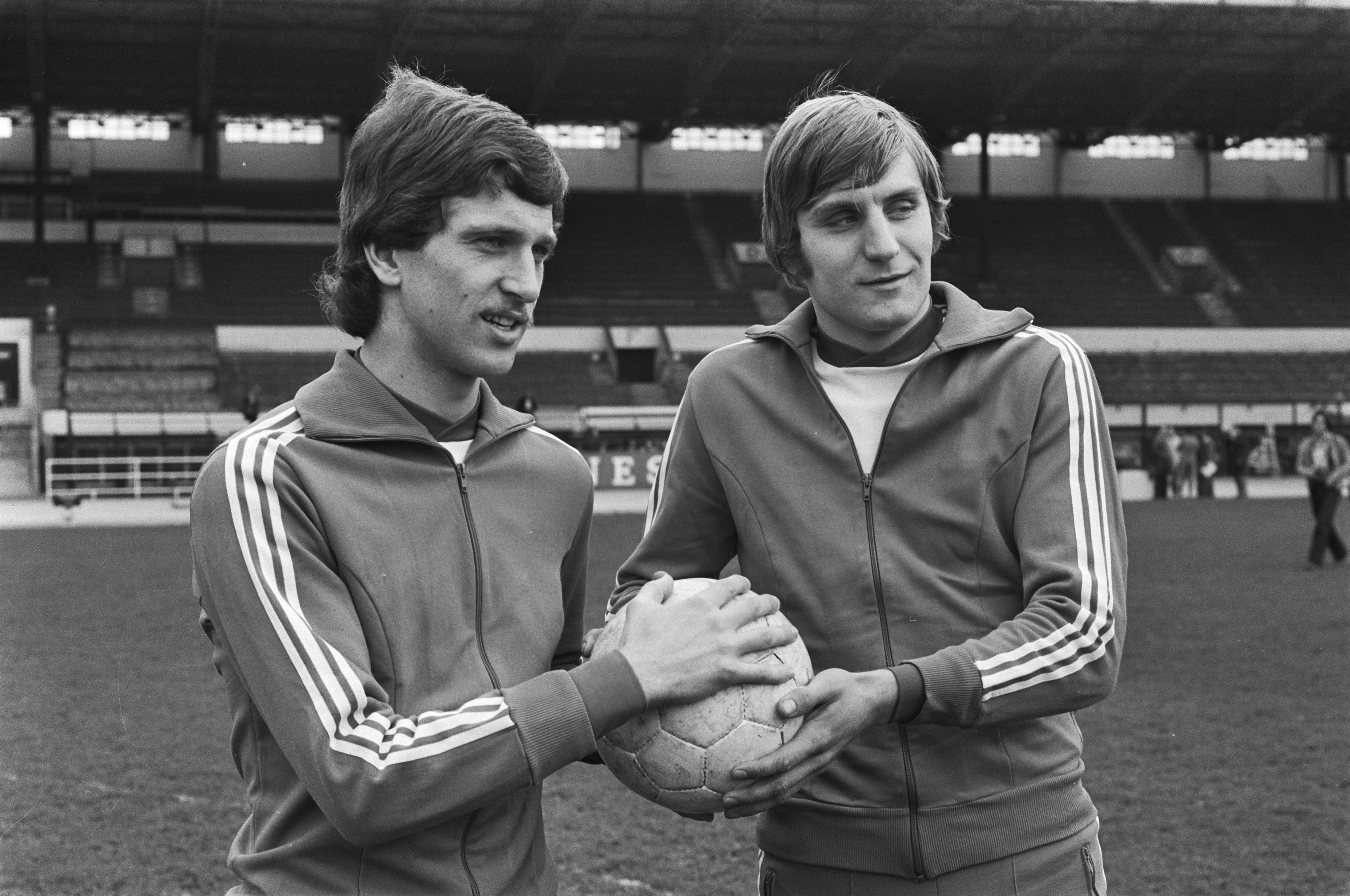
Ludo Coeck (middenvelder)
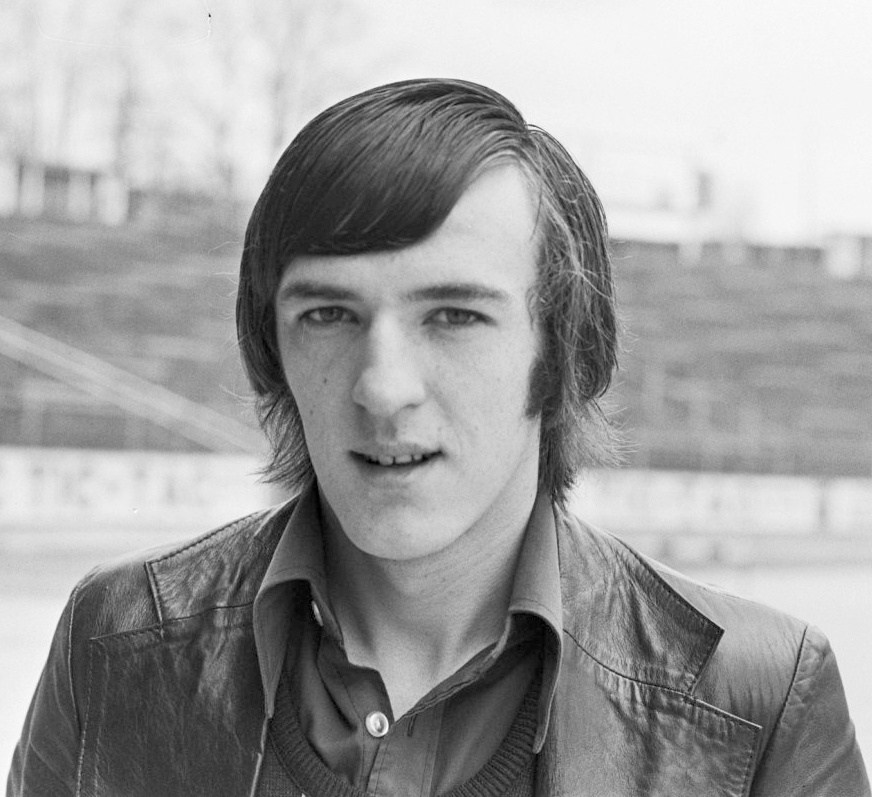
François Van der Elst (aanvaller)
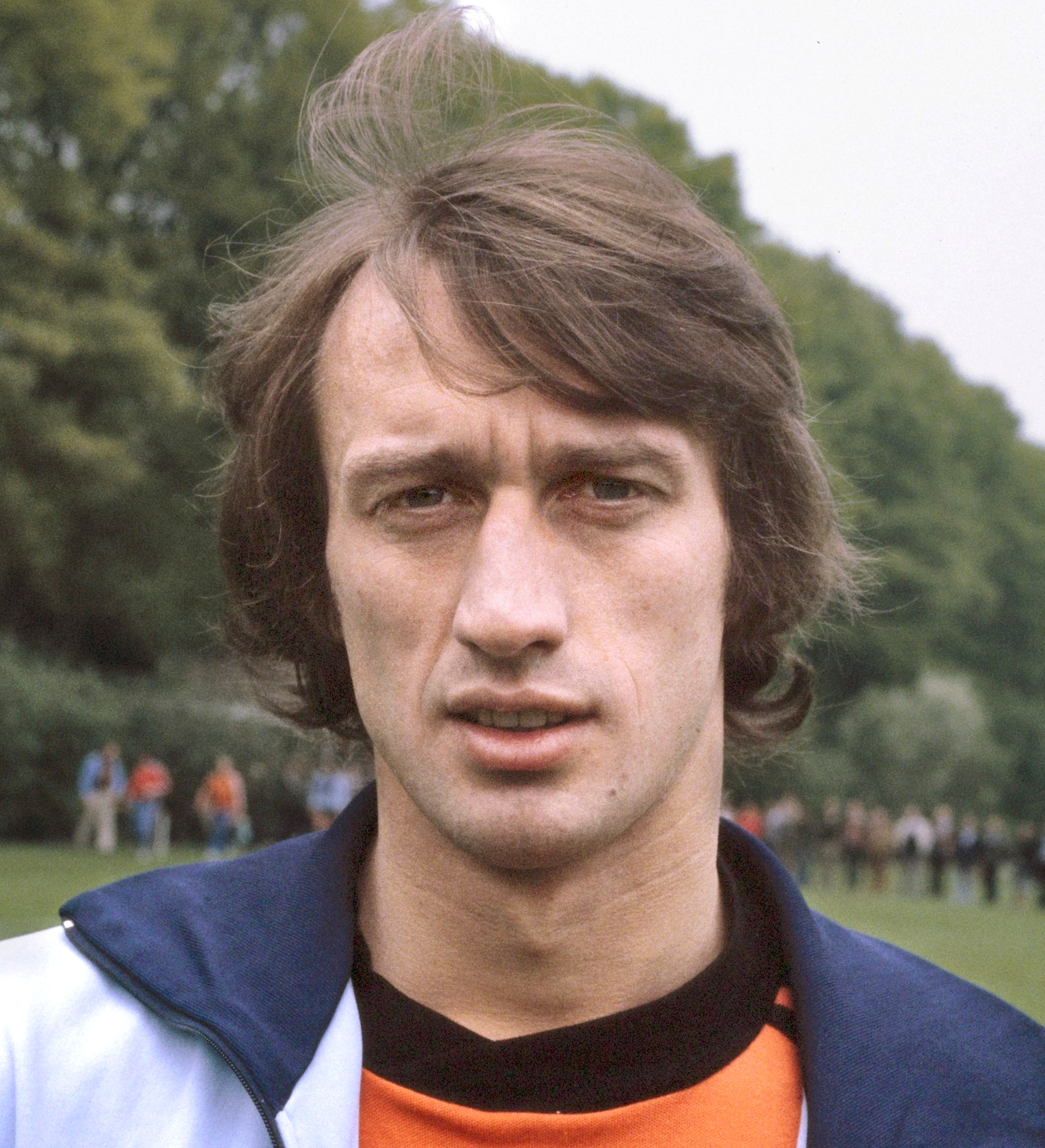
Rob Rensenbrink (aanvaller)

1960/61 · 1961/62 · 1962/63 · 1963/64 · 1964/65 · 1965/66 · 1966/67 · 1967/68 · 1968/69 · 1969/70 · 1970/71 · 1971/72 · 1972/73 · 1973/74 · 1974/75 · 1975/76 · 1976/77 · 1977/78 · 1978/79 · 1979/80 · 1980/81 · 1981/82 · 1982/83 · 1983/84 · 1984/85 · 1985/86 · 1986/87 · 1987/88 · 1988/89 · 1989/90 · 1990/91 · 1991/92 · 1992/93 · 1993/94 · 1994/95 · 1995/96 · 1996/97 · 1997/98 · 1998/99 · 1999/00 · 2000/01 · 2001/02 · 2002/03 · 2003/04 · 2004/05 · 2005/06 · 2006/07 · 2007/08 · 2008/09 · 2009/10 · 2010/11 · 2011/12 · 2012/13 · 2013/14 · 2014/15 · 2015/16 · 2016/17 · 2017/18 · 2018/19 · 2019/20 · 2020/21 · 2021/22 · 2022/23 · 2023/24 · 2024/25